# Ca l'Amell Gros
Ca l'Amell Gros és una de les masies més antigues de Lliçà que es troba en runes hi ha estat inclosa a l'Inventari del Patrimoni Arquitectònic de Catalunya. És molt a prop de Santa Justa.

## Arquitectura
Masia de planta rectangular amb coberta a dues vessants i carener perpendicular a la façana. Aquesta és de composició simètrica de paredat arrebossat i acabada amb un ràfec imbricat. A la part central hi ha un rellotge de sol. Els angles tenen formes circulars, imitant petites torretes. A banda i banda hi ha construccions annexes. L'edifici té planta baixa, planta pis i golfes. El portal d'accés és adovellat i una de les finestres de la planta baixa té motllures.

## Història
Aquesta masia està molt a prop de l'antiga via romana que anava de Mataró a Caldes de Montbui. Molt a prop, també, s'han trobat restes d'un antic forn, i es creu que la mateixa casa s'aixeca sobre una antiga vila romana. Per una altra banda, en documentació medieval s'esmenta un mas anomenat de Santa Justa que alguns autors identifiquen amb l'actual mas de Ca l'Amell Gros.